# Museo etnografico sulla lavorazione del legno
Il Museo etnografico sulla lavorazione del legno è un museo etnografico che si trova a San Vito di Leguzzano, comune veneto in provincia di Vicenza, all'interno della Corte Priorato-Gandin. Attraverso una collezione di oltre 2 700 oggetti, esso documenta l'importanza del legno come materiale atto alla realizzazione di utensili e oggetti di uso quotidiano, oltre a testimoniare la passata esistenza di botteghe artigianali di falegnameria.

## Sede
La sede per il museo fu individuata in un settore della stalla di casa Scortegagna, acquistata del Comune di San Vito di Leguzzano nel 1988 e localizzata nella quattrocentesca Corte Priorato-Gandin. Il museo si trova nell'ala settentrionale della corte, che negli anni è stata soggetta a vari interventi di manutenzione ordinaria e ricostruzione. Nei pressi del museo, sempre all'interno dell'antica corte, si trovano anche la sede dell'Associazione Nazionale Alpini e la biblioteca comunale. Allontanandosi dalla corte attraverso un portico ci si immette in via Roma e ci si trova a pochi passi dalla chiesa dell'Immacolata Concezione, la quale ospita affreschi medievali raffiguranti anche strumenti di lavoro quotidiano come quelli conservati all'interno dello stesso museo etnografico.

## Storia
L'iniziativa di un gruppo di giovani sanvitesi, con l'appoggio del Comune, di approfondire la storia e le qualità artistiche attraverso due mostre (una nel 1976 ed una nel 1982, "L'arte dei botari") diede l'idea per la realizzazione del museo, istituito ufficialmente dal Consiglio comunale qualche anno più tardi, nel 1991. Nel frattempo la collezione era stata soggetta ad un ampliamento, frutto di donazioni e acquisti mirati, che aveva permesso di recuperare strumenti provenienti non solo da San Vito ma anche dal territorio circostante. La scelta degli oggetti da esporre, il restauro, la collocazione e la preparazione dell'apparato didascalico venne effettuata da un gruppo di lavoro, successivamente divenuto l'Associazione "Amici del Museo di San Vito". Il museo fu così inaugurato il 20 settembre 1998 e successivamente ampliato nel 2009. Grazie a questo ampliamento, iniziato appunto il 21 marzo 2009, il museo presenta altri aspetti lavorativi, quali la preponderanza del legno in oggetti e attrezzi del passato, la segheria ad acqua, i mercanti di legname, il carpentiere, chi realizzava gabbie per uccelli e il seggiolaio.

## Percorso espositivo
Il museo propone una rassegna di specie lignee locali, in aggiunta ad una considerevole serie di strumenti utilizzati nelle botteghe di un tempo. In particolare, il museo colleziona attrezzi volti alla realizzazione della ruota e del carro agricolo tradizionale, attività ormai completamente scomparse. Oltre a comuni strumenti usati in falegnameria, infatti, la raccolta ospita attrezzi specifici usati da carrai e bottai, la cui consistente presenza in paese è attestata fin dall'inizio del XV secolo. Nel dettaglio, la sala principale al piano terra custodisce un banco da falegname, attorno al quale si susseguono vetrine che informano sulle diverse fasi della lavorazione del legno e sugli specifici attrezzi usati in ciascuna di queste, dal taglio del bosco e il trasporto del legname, passando poi alle varie tipologie di seghe, seghetti, pialle, chiodi e incastri. Al piano superiore viene invece documentata la costruzione del carro, che comprende la realizzazione della ruota e dei gioghi, oltre ai generali lavori di carpenteria. Sebbene gli oggetti esposti si possano ammirare in altre realtà museali, la modalità con cui essi vengono presentati in questo museo rappresenta una nota distintiva, in quanto l'esposizione è indirizzata ad avvicinare chi non ha familiarità con queste tecniche ormai in disuso e mostrare l'uso specifico di alcuni strumenti. Inoltre, attraverso un pannello apposito, il museo testimonia e sottolinea la maestria degli artigiani che muovevano ed utilizzavano tali utensili.

## Gallerie d'immagini

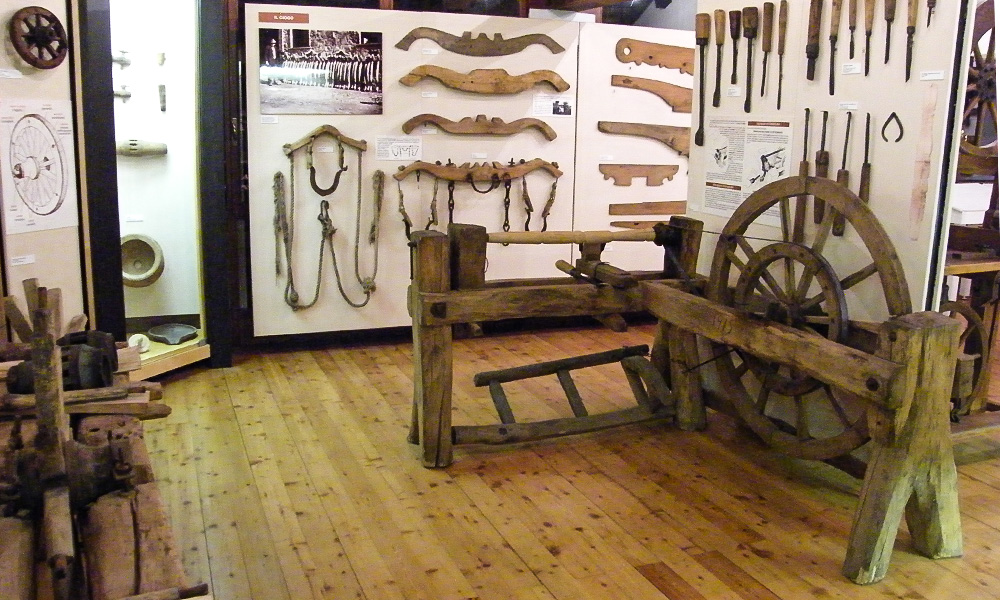
Oggetti in esposizione (ruota, gioghi, e altri utensili per la lavorazione del legno)
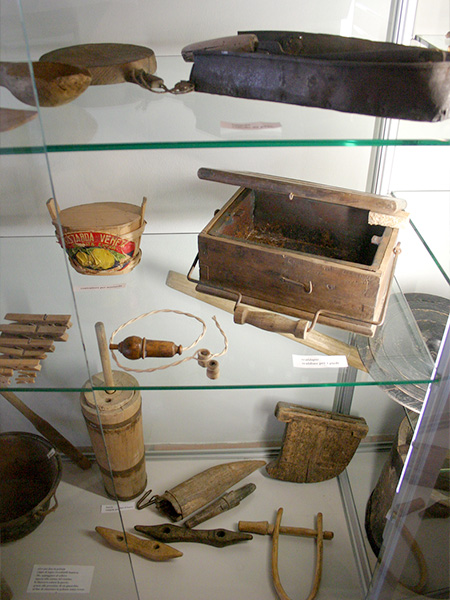
Vetrina con utensili lignei in esposizione
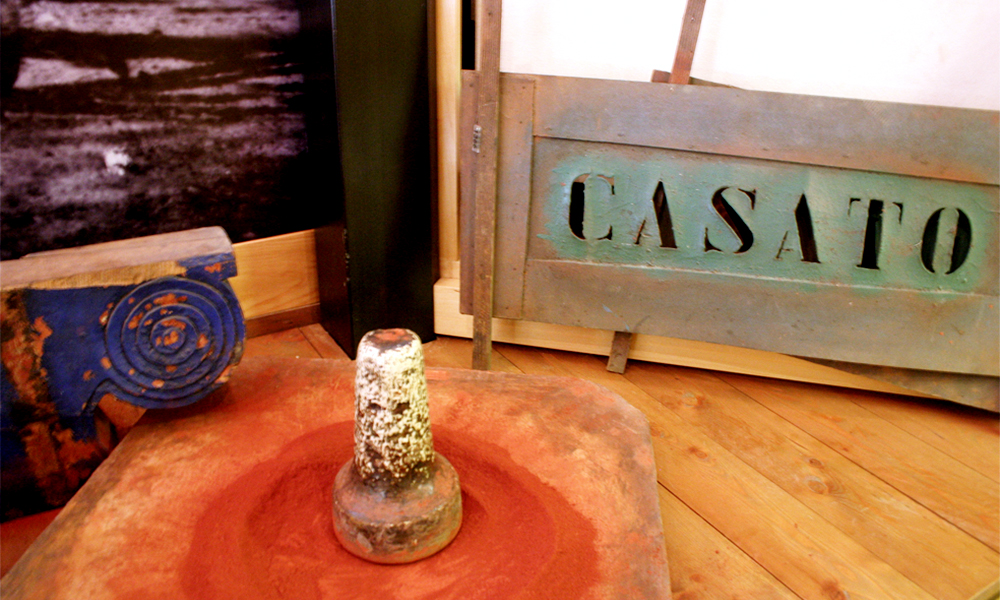
Oggetti in esposizione
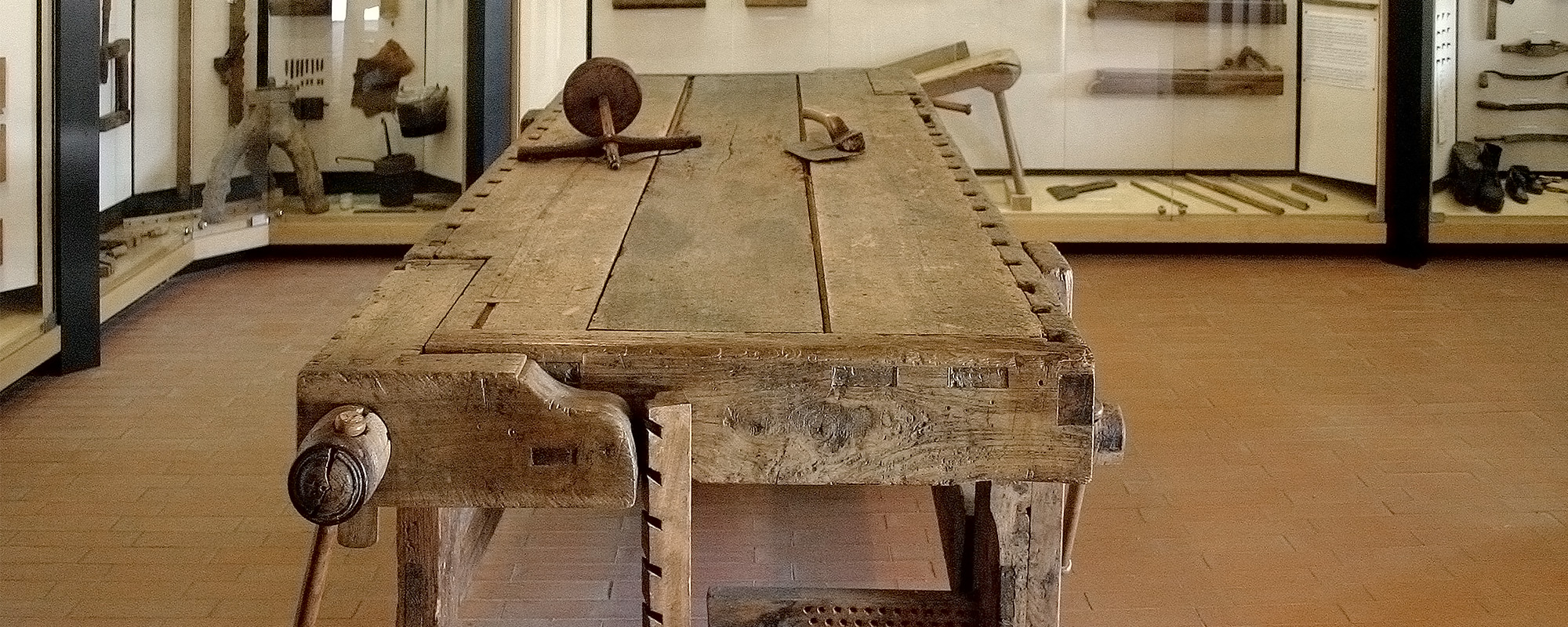
Banco da falegname in legno
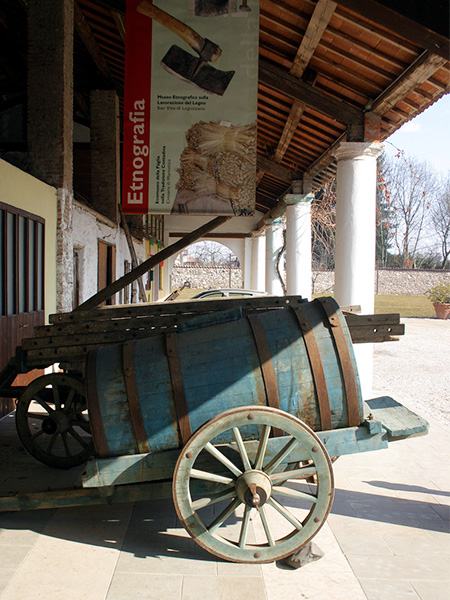
Carro con botte nel portico all'ingresso del museo
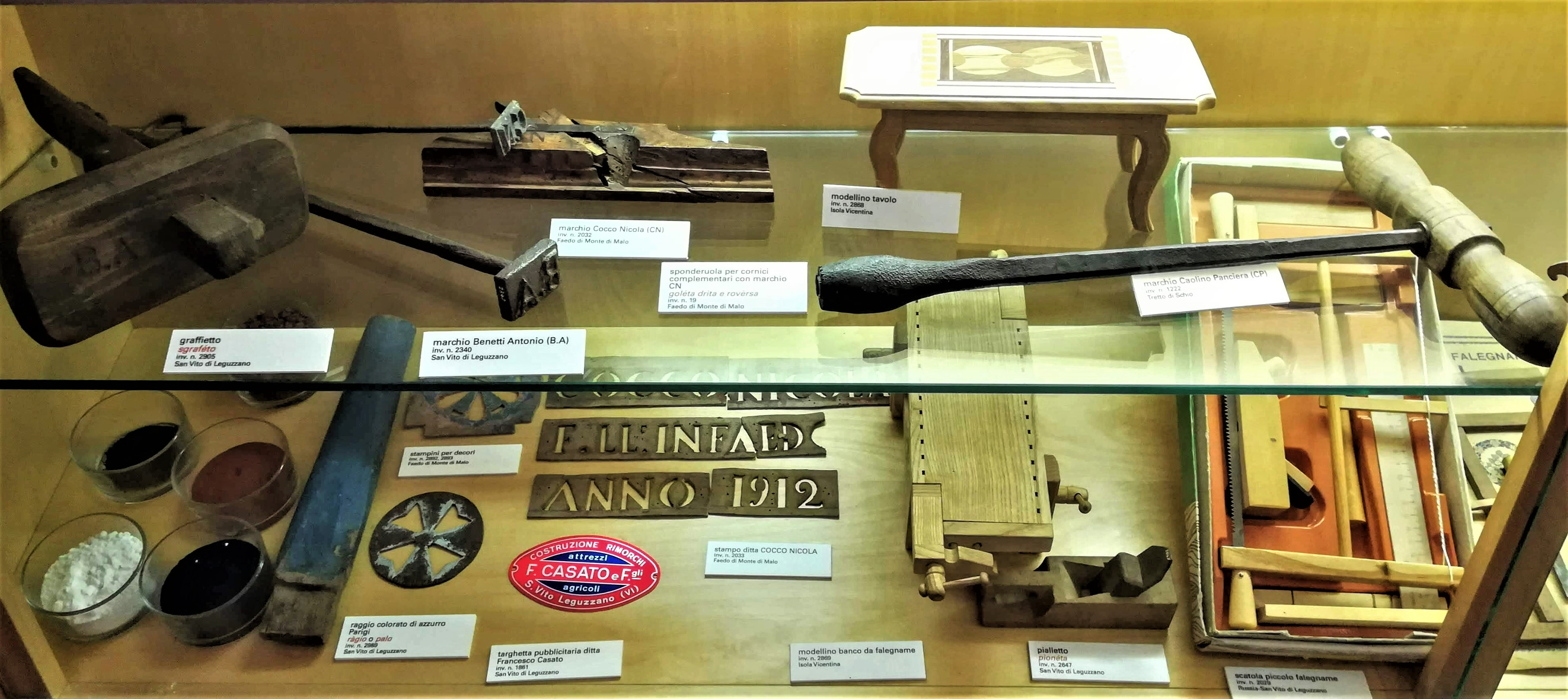
Vetrina con marchi, modellini, stampi ed utensili
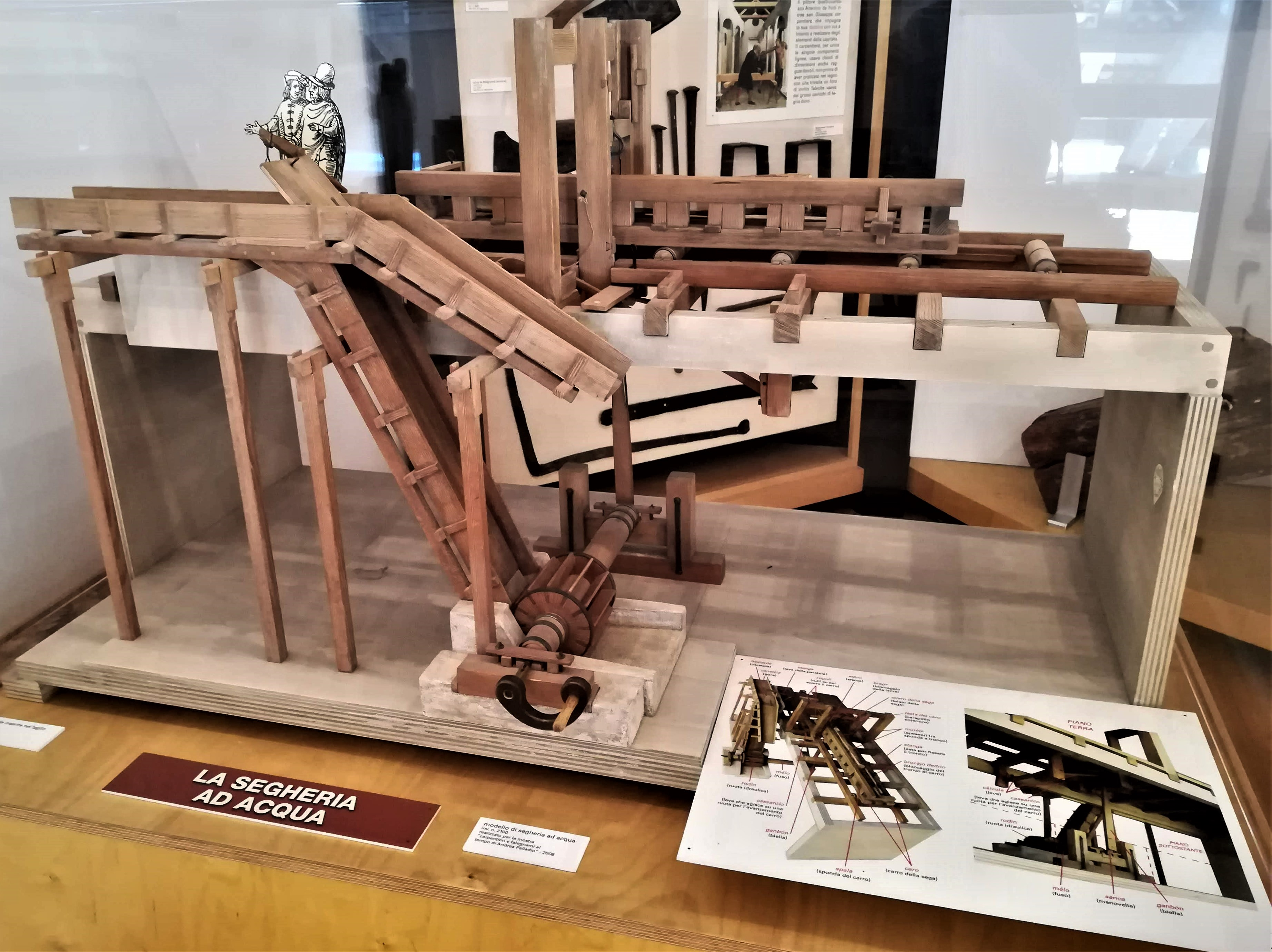
Modellino di segheria ad acqua presente al primo piano del museo
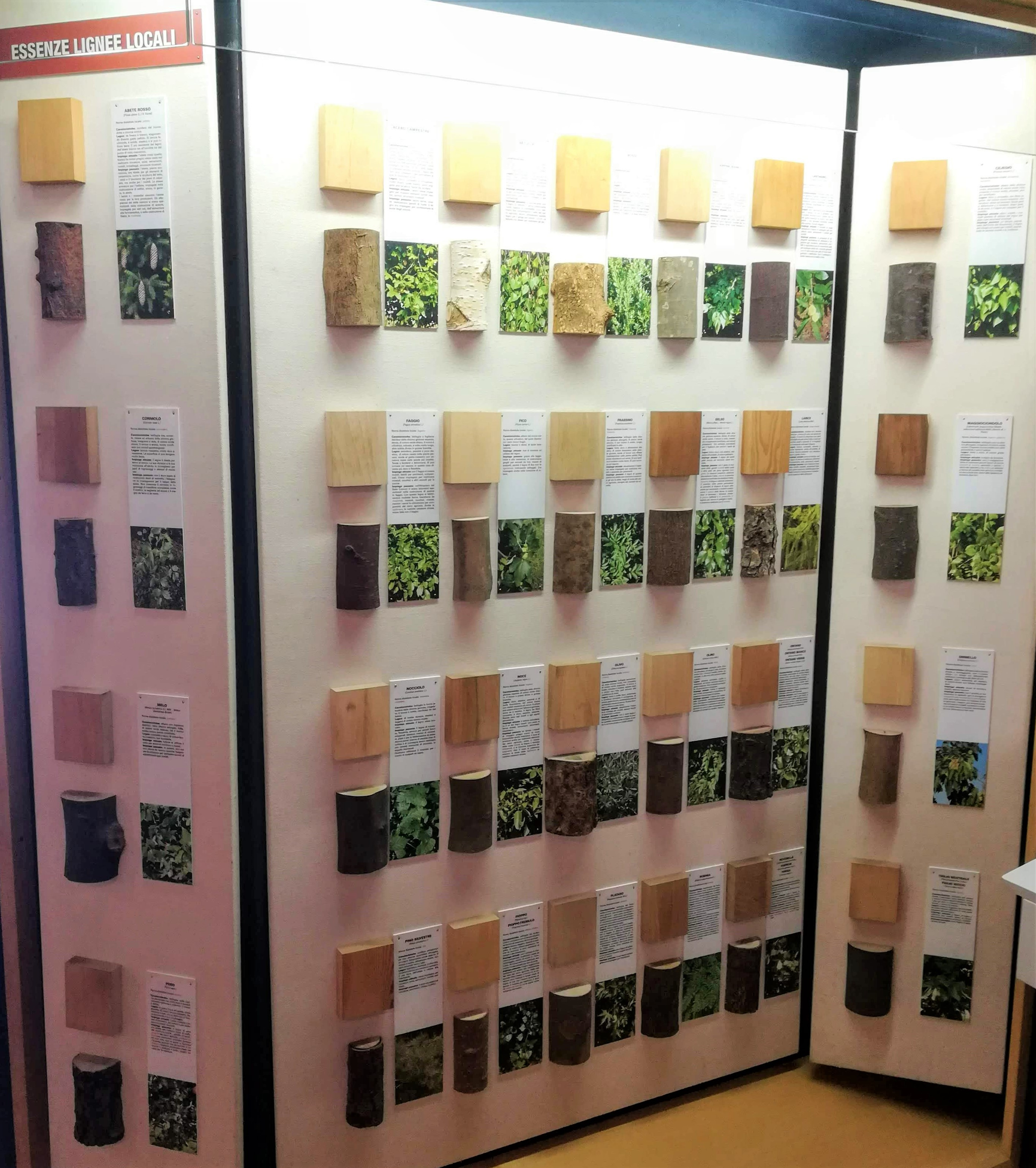
Vetrina contenente un campionario di 28 essenze lignee locali
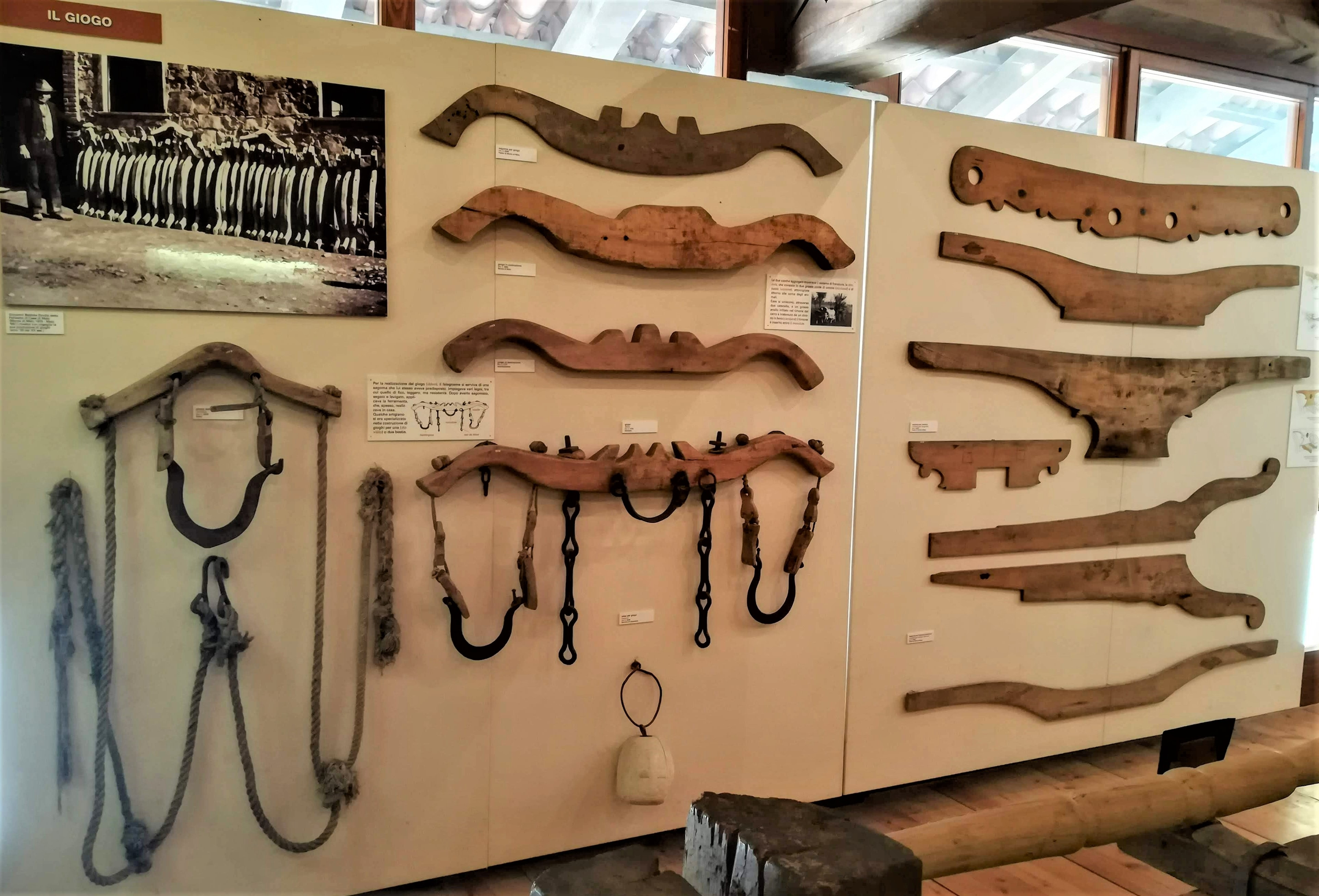
Gioghi in esposizione al primo piano del museo
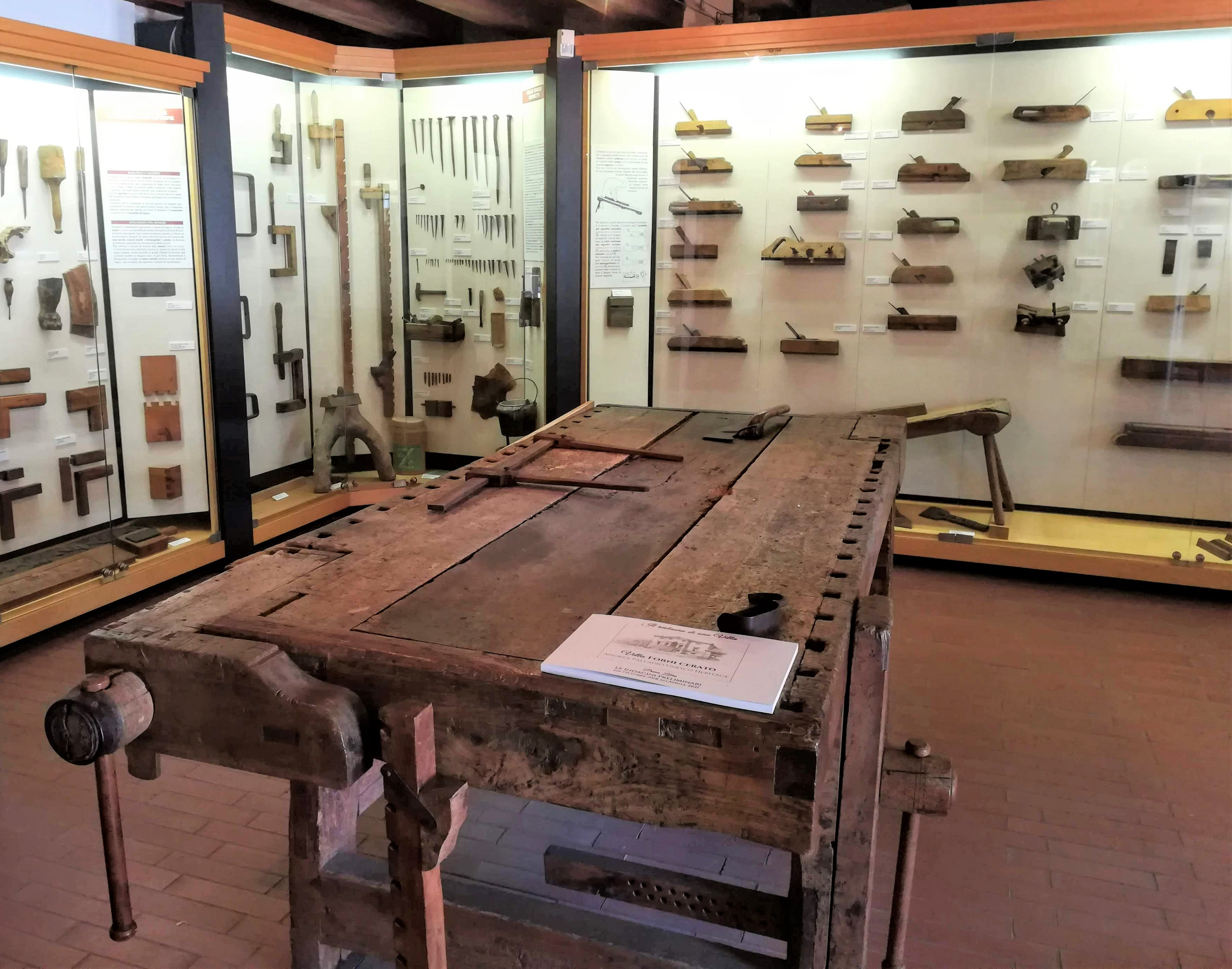
Sala al piano terra del museo, contenente il banco da lavoro e vetrine espositive con utensili da lavoro
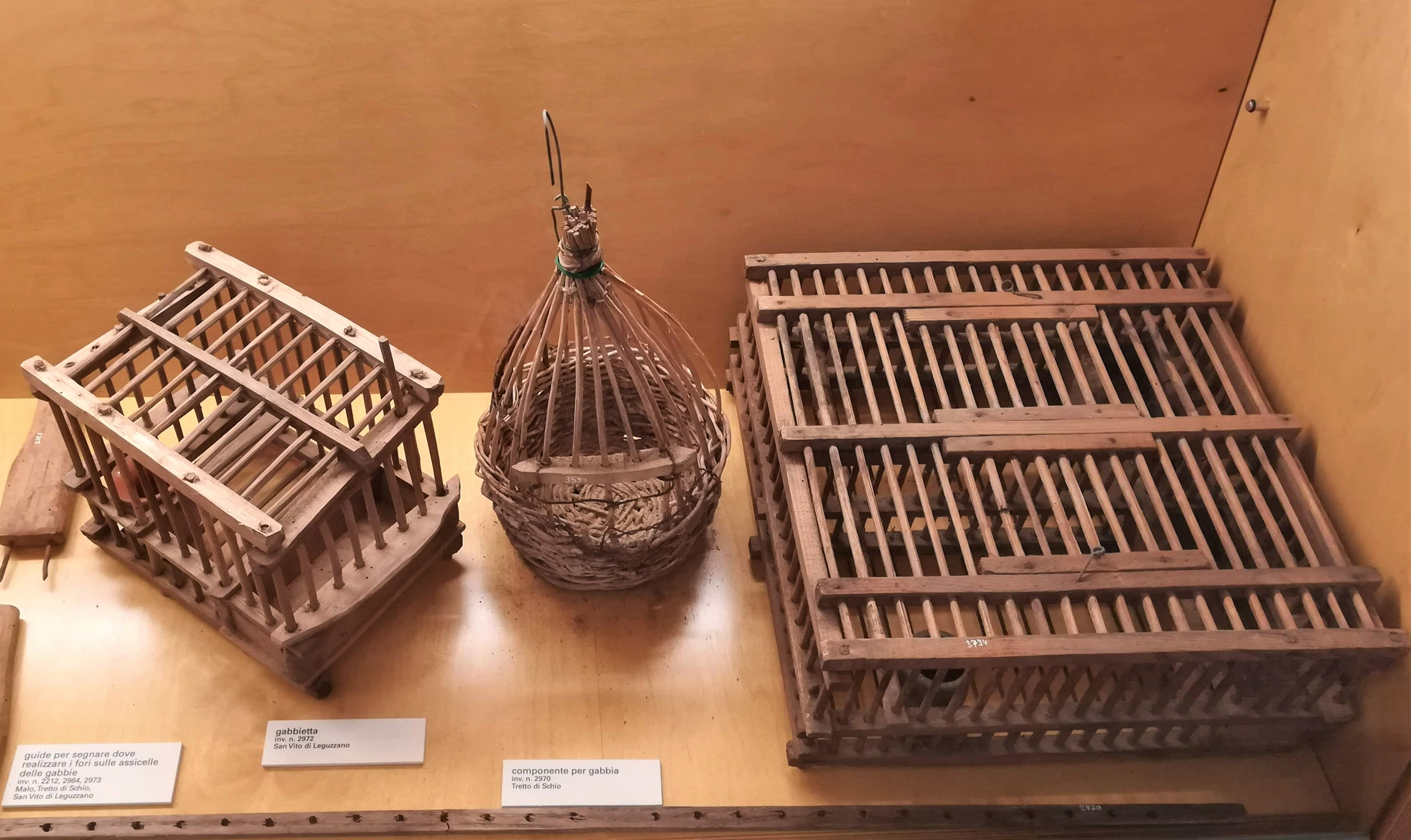
Vetrina espositiva contenente gabbie per volatili
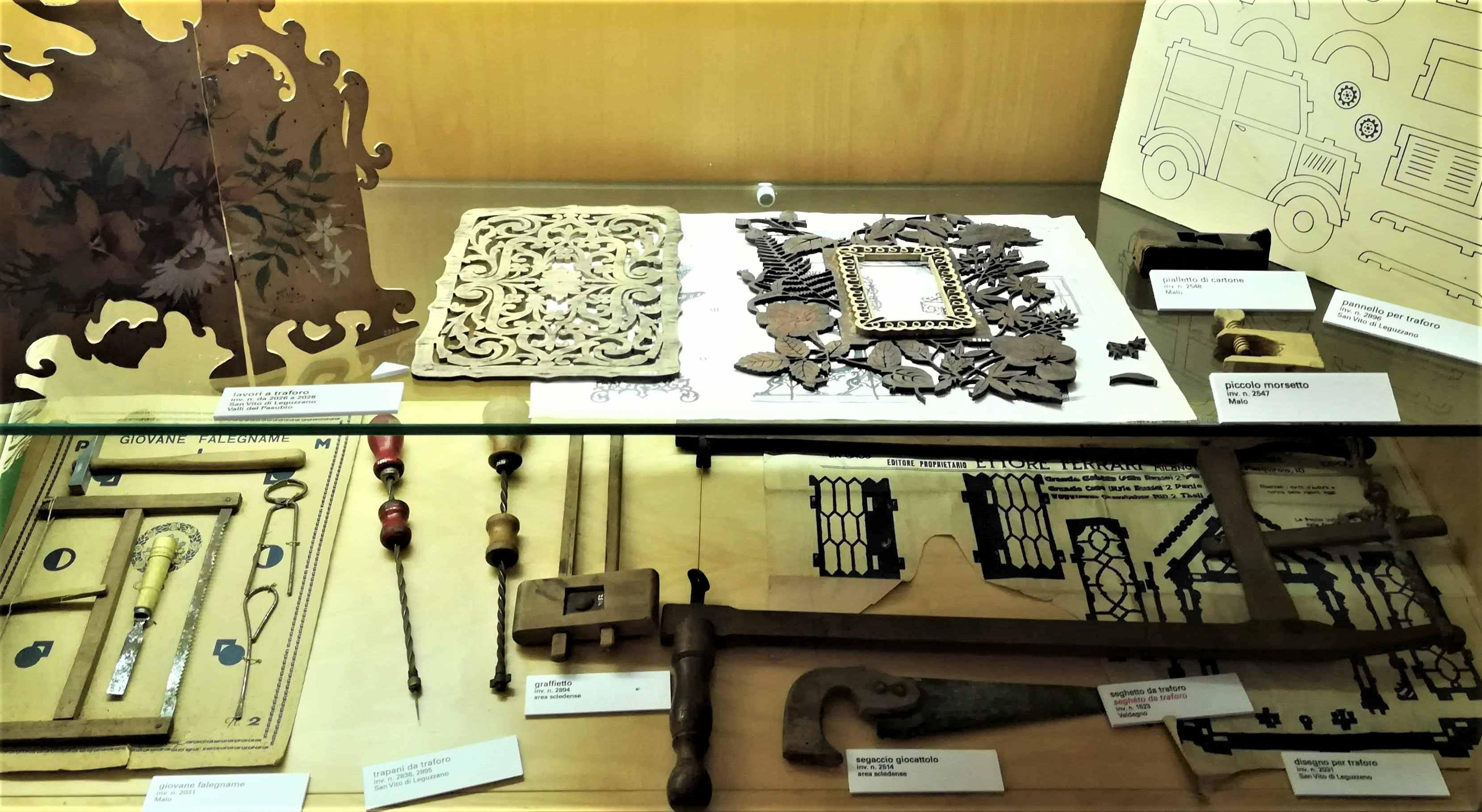
Vetrina espositiva contenente lavori a traforo e gli utensili necessari a realizzarli
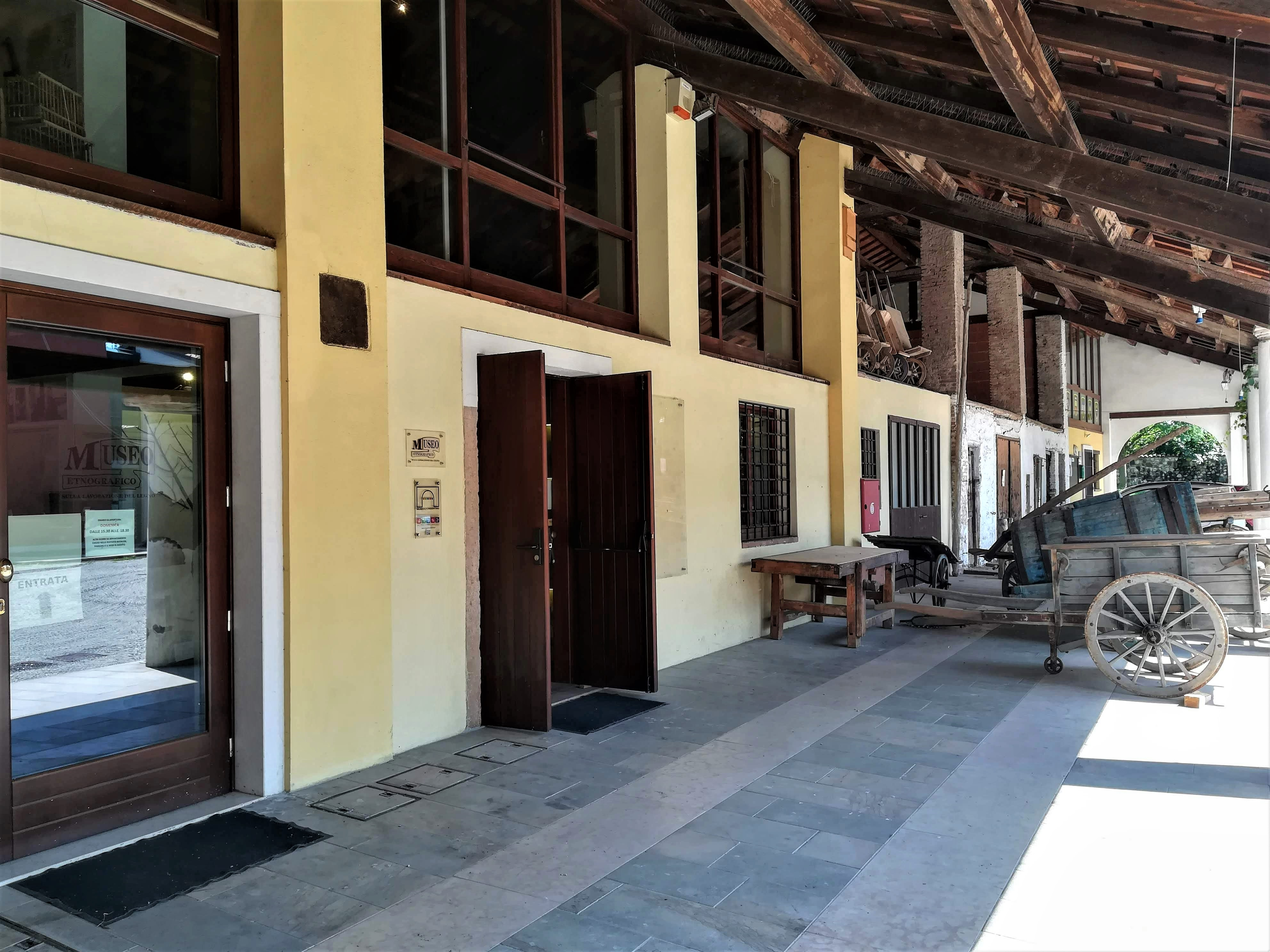
Visuale dell'ingresso al museo, nel sottoportico di Corte Priorato-Gandin
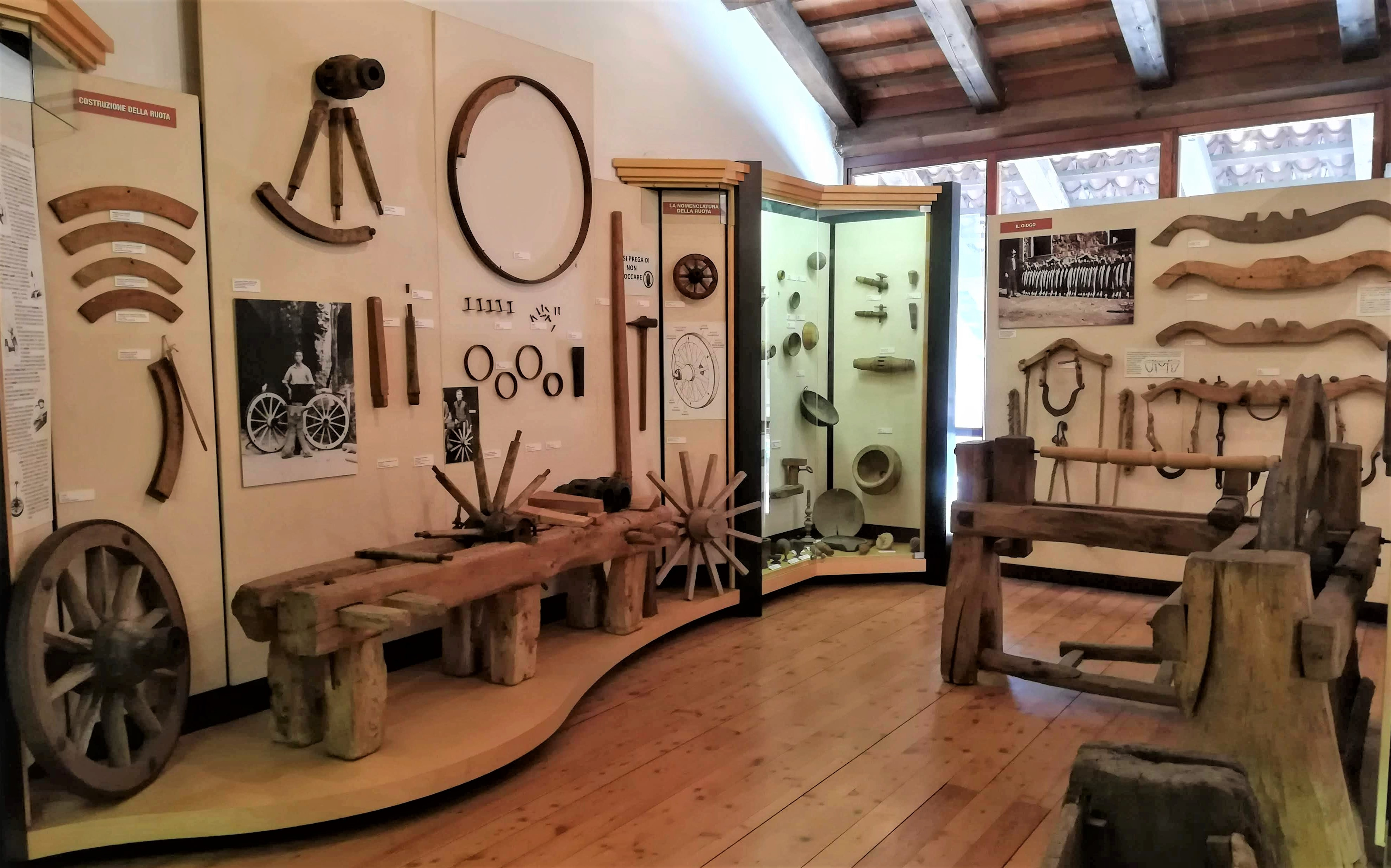
Visuale della sala al primo piano del museo, contenente gioghi, ruote ed altri utensili